# Маритиму
«Мари́тиму» (порт. Club Sport Marítimo, европейский португальский: [mɐˈɾitimu]) — португальский футбольный клуб из города Фуншал, в автономном регионе Мадейра, выступающий в Примейра-лиге. Клуб основан в 1910 году, гостей принимает на стадионе «Душ Баррейруш», вмещающем более 10 тысяч зрителей.

## Достижения
- Кубок Португалии
  - Обладатель: 1925/26
  - Финалист (2): 1994/95, 2000/01

- Кубок португальской лиги
  - Финалист (2): 2014/15, 2015/16

- Сегунда лига
  - Победитель (2): 1976/77, 1981/82

## Другие виды спорта
Как и у многих других португальских клубов, у «Маритиму» есть подразделения, занимающиеся другими видами спорта помимо футбола. Наибольших успехов клуб достиг в волейболе, но также в системе «Маритиму» есть гандбольная, футзальная и женская баскетбольная команды. Помимо этого в сферу спортивной деятельности клуба входят лёгкая атлетика, фигурное катание, карате, спортивная рыбалка, картинг, ралли, художественная гимнастика, регби, хоккей на роликовых коньках и плавание.